# Сем Райнгарт
Семсон Райнгарт (англ. Samson Reinhart; 6 листопада 1995, м. Норт-Ванкувер, Канада) — канадський хокеїст, центральний нападник. Виступає за клуб «Флорида Пантерс» у Національній хокейній лізі.
Вихованець хокейної школи «Голліберн МХА». Виступав за «Кутеней Айс» (ЗХЛ), «Баффало Сейбрс», «Рочестер Американс».
В чемпіонатах НХЛ — 651 матч (222+267).
У складі молодіжної збірної Канади учасник чемпіонатів світу 2014 і 2015. У складі юніорської збірної Канади учасник чемпіонатів світу 2012 і 2013.
Досягнення
- Чемпіон ЗХЛ — 2011.
- Переможець юніорського чемпіонату світу — 2013, бронзовий призер — 2012.
- Переможець молодіжного чемпіонату світу — 2015.
- Чемпіон світу — 2016.
- Володар Кубка Стенлі в складі «Флорида Пантерс» — 2024, 2025.

Нагороди
- Найкращий бомбардир молодіжного чемпіонату світу (2015) — 11 очок (5+6).